# Gregor Nowinski
Gregor Nowinski, född 1945 i Polen, är en prisbelönt dokumentärfilmare och TV-producent verksam i Sverige. 
Nowinski har bland annat gjort en dokumentär om familjen Wallenberg, som sändes i tre avsnitt Sveriges Television i januari 2007, och som tog fyra år att göra. I mars 2008 tilldelades Nowinski Hasse Olssons pris till årets ekonomijournalist, avseende insatser under år 2007, för dokumentären om Wallenberg. Efter Wallenberg så har Gregor Nowinski arbetat för TV4-Gruppen och gjort dokumentärerna om Familjen Bonnier och Familjen Bernadotte.

## TV-produktioner (urval)
- I nazismens spår (1992)
- Wallenbergs (2007)
- Familjen Bonnier (TV-serie) (2009)
- Familjen Bernadotte (2010)